# کارتیج (تنسی)
کارتیج(به انگلیسی: Carthage) شهری در ایالت تنسی کشور ایالات متحده آمریکا است که جمعیت آن در سرشماری سال ۲۰۱۰ میلادی، ۲٬۳۰۶ نفر بوده‌است.